# Cataloniëstraat
El carrer Cataloniëstraat, neerlandès per a «carrer de Catalunya», és un carrer curt al centre de la ciutat de Gant a Bèlgica, entre el pont al Leie «Sint-Michielsbrug» i la plaça Émile Braun.
Es troba al bressol de la ciutat, prop de la casa de la vila. A l'edat mitjana es deia Cattesteghe (carreró del gat) i era un curt carreró estret amb cases a banda i banda. El 1542 és mencionada com a Catteloegnestrate (pronúncia [catelúnyestrate]). Catteloen es troba en texts en neerlandès medieval (1414) en lloc del modern Catalonië. També és un cognom de la zona, avui extingit. Crespó el tradueix com a «carrer llarg dels gats», cosa que no és possible en neerlandès gantenc, hauria sigut «Lange Kattestrate», l'adjectiu sempre precedeix el substantiu, i el carrer és més aviat curtet. Al mapa de B.J. Saurel del 1841 est diu Catalognestraat. Com i quan s'ha fet la transició de carrer del gat a carrer de Catalunya no és clar.
En l'època calvinista, al segle xvi es van enderrocar les cases ajuntades a l'església a la façana nord del carrer. Al segle xvii s'hi van tornar a construir cases, per a compensar la inestabilitat de les parets de l'església. Des de mitjan segle xix es va començar a eixamplar el carrer i enderrocar i rectificar el patró sinuós i estret dels carrers medievals. Les cases al costat meridional del carrer van ser modernitzades en l'estil de l'època, amb edificis més aviat banals. Les petites cases enganxades a l'església de Nicolau es van enderrocar de nou a principi del segle xx per a alliberar la vista a l'església.
A les antigues Disset Províncies hi ha encara dos Cataloniëstraat més: un a Lent, un poble de Nijmegen i un a Alkmaar així com un carrer rue de Catalogne a Villers-la-Ville.
- Església de Nicolau (Sint-Niklaaskerk
- A principi del segle xx abans i després de la destrucció de les cases enganxades a l'església
- Senyal
- Costat meridional, amb a l'esquerra la Casa dels maçons

## Llocs d'interés
- Església de Sant Nicolau[8]
- Metselaarshuis: casa del gremi dels maçons amb molts elements del segle xiii i segle xv redescoberta sota l'arrebossat d'una casa del segle xix, restaurada i reconstruïda als anys 1980.[9]